# Hondryches phalaeniformis
Hondryches phalaeniformis is een vlinder uit de familie spinneruilen (Erebidae). De wetenschappelijke naam is voor het eerst geldig gepubliceerd in 1852 door Guenée.
De soort komt voor in tropisch Afrika.